# ZPL (мова програмування)
ZPL (Zebra Programming Language та ZPL II) — це мова опису сторінки для друку від Zebra Technologies. Вона використовується в основному для створення наліпок (стікерів). ZPL II емулюється багатьма принтерами різних виробників.

## Команди
Всі команди розпочинаються з символа ('^'). ZPL II містить понад 170 команд.
Кожна програма повинна починатися з команди ^XA та завершуватися командою ^XZ.
Команда може мати параметри, розділені комою. Наприклад, одна з команд встановлення шрифту має вигляд ^ADN,n,m, де n та m є цілими числами, які визначають розмір шрифту; ^ADN,18,10 найменший розмір, а ^ADN,180,100 найбільший.

### Приклад
Команда для виведення на принтер наліпки з текстом Hello World! виглядатиме так:
```
^XA
^LH 10,10
^FO20,10
^ADN,50,30
^FDHello World!^FS
^LH0,0
^XZ

```